# Джон Лок
Лок пренасочва насам.  За филма на Стивън Найт вижте Лок (филм).
 Тази статия е за английския философ.  За филмовия герой вижте Джон Лок (Изгубени).  
Джон Лок (на английски: John Locke, /lɒk/) е английски философ и лекар, смятан за един от най-влиятелните мислители на Просвещението и наричан Баща на класическия либерализъм.
Смятан за един от първите британски емпирици, продължили традицията на Френсис Бейкън, Джон Лок има съществен принос и за теорията за обществения договор. Дейността му оказва силно влияние върху развитието на епистемологията и политическата философия, а трудовете му повлияват Волтер и Жан-Жак Русо, както и водачите на Американската революция, намирайки отражение в Декларацията за независимост.
Развитата от Лок теория на съзнанието често е сочена за начална точка на съвременните концепции за идентичност и аз, заели важно място във възгледите на по-късни философи като Дейвид Хюм, Жан-Жак Русо и Имануел Кант. Лок първи дефинира аз чрез приемствеността на съзнанието. Той постулира, че при раждането съзнанието е изпразнено, tabula rasa. Противно на картезианската философия, основаваща се на априорни концепции, той смята, че хората се раждат без вродени идеи и че познанието е определено само от опита, получен чрез сетивни възприятия.

## Биография

### Произход и образование (1632 – 1666)
Роден е на 29 август 1632 година в Рингтън, Съмърсет, Англия, в семейството на провинциалния адвокат и чиновник Джон Лок, който в началото на Гражданската война е кавалерийски капитан в парламентарните войски. Майка му, Агнес Кийн, е известна със своята красота. Родителите на Джон са пуритани.
Лок е кръстен в близката църква на Рингтън още в деня на раждането си. Не след дълго семейството се премества в близкото градче Пенсфорд. През 1647 година, спонсориран от Александър Попъм, член на Парламента и бивш командир на баща му, Лок е изпратен в престижната Уестминстърска школа в Лондон. По време на обучението си научава латински и гръцки и се запознава с философията на Аристотел. Отличен като един от най-добрите ученици, през 1652 година Джон постъпва в колежа „Крайст Чърч“ в Оксфордския университет. Макар че е способен студент, Лок е недоволен от учебната програма в университета. Той смята работите на съвременни философи, като Рене Декарт, за по-интересни от изучавания класически материал. Чрез своя приятел Ричард Лоуър, когото познава от Уестминстърската школа, той се запознава с медицината и експерименталната философия, разработвана в други университети и в Кралското дружество. През 1656 г. получава бакалавърска, а през 1658 магистърска степен.

### При лорд Шафтсбъри (1666 – 1672)
През 1666 Джон Лок се запознава с лорд Антъни Ашли Купър, граф Шафтсбъри, който е в Оксфорд, за да лекува чернодробна инфекция. Шафтсбъри е впечатлен от него и го включва в своята свита. През следващата година Лок се премества в дома му в Лондон като негов личен лекар. Тук той продължава изучаването на медицина под ръководството на Томас Сайдънхем, който оказва силно влияние върху натурфилософското му мислене, особено отчетливо в „Опит върху човешкия разум“. Медицинските познания на Лок са поставени на изпитание, когато инфекцията на Шафтсбъри се изостря. Той координира усилията на няколко специалисти и изглежда убеждава лорда да се подложи на операция. Тя се оказва успешна, което утвърждава позициите на Лок в дома на лорд Шафтсбъри. През 1668 година е избран за член на Кралското дружество.
През 1671 година Лок започва изследване на познавателните способности на човешкия разум. Работи в продължение на 16 години върху своя главен труд „Опит върху човешкия разум“ („An Essay Concerning Human Understanding“, 1690), в който се противопоставя на рационализма на Декарт, на който противопоставя своя емпиризъм и сенсуализъм. За него „опитът се конкретизира от сетивните данни“.

### Политически живот (1672 – 1683)
Лорд Шафтсбъри, основоположник на движението на вигите, оказва силно влияние върху политическите възгледи на Лок. Той се ангажира с политическия живот през 1672 година, когато Шафтсбъри става лорд канцлер. През следващите години Лок заема различни официални постове – секретар на Съвета за търговията и плантациите и секретар на надзорника на Каролина. Опитът му на тези длъжности оказва влияние върху възгледите му за международната търговия и икономиката. През 1674 година получава степента бакалавър по медицина, след като е учил медицина като студент в Оксфорд и е работил с изтъкнати учени, като Робърт Бойл, Томас Уилис, Робърт Хук и Ричард Лойър.
През 1675 година лорд Шафтсбъри изпада в немилост, след което Джон Лок прекарва известно време, пътувайки из Франция като наставник и медицински помощник на бъдещия политик Кейлъб Банкс. Връща се в Англия през 1679 година, когато политическата кариера на Шафтсбъри отново е в краткотраен подем.
По това време, вероятно по искане на Шафтсбъри, той съставя основната част от публикуваните по-късно анонимно „Два трактата за управлението“. В миналото се е смятало, че Лок пише трактатите в защита на Славната революция от 1688 година, но днес се смята, че те са много по-ранни и са по-общ аргумент срещу абсолютната монархия (особено в нейния вид, подкрепян от Робърт Филмър и Томас Хобс) и в полза на индивидуалното съгласие като основа на политическата легитимност. Въпреки че Лок е близък с някои влиятелни виги, неговите възгледи за естествените права и държавата се смятат за радикални за епохата.

### В Съединените провинции (1683 – 1688)
През 1683 година Джон Лок емигрира в Съединените провинции, тъй като е заподозрян за съучастник в Заговора от Рай Хаус, макар че няма много улики за прякото му участие. В Нидерландия той се връща към литературните си начинания и отделя дълго време на преработката на „Опит върху човешкия разум“ и на съставянето на „Писмо за толерантността“ („Letter on Toleration“). Той се връща в родината едва след Славната революция от 1688 година, придружавайки новия владетел, щатхалтера на Холандия Вилем Орански.

### Следващи години (1688 – 1704)
Макар и писани по-рано, повечето книги на Лок са публикувани именно през следващите няколко години – „Два трактата за управлението“ и „Писмо за толерантността“ през 1689, „Опит върху човешкия разум“ през следващата година, малко по-късно „Мисли за възпитанието“ („Some Thoughts Concerning Education“, 1693) и „Разумността на християнството“ („The Reasonableness of Christianity, as Delivered in the Scriptures“, 1695).
След завръщането си в Англия Джон Лок се превръща в интелектуален герой на вигите и участва в публични дискусии с изтъкнати личности, като Джон Драйдън и Исак Нютон. През 1691 година неговата приятелка Дамарис Къдуърт Машъм го настанява в извънградската си къща в Есекс, където той остава до края на живота си, измъчван от периодични пристъпи на астма.
Умира на 28 октомври 1704 година при астматичен пристъп в къщата на лейди Мешъм в Хай Лейвър, Есекс, на 72-годишна възраст. Погребан е в двора на местната църква. Той никога не се жени и няма деца.

## Възгледи
При формиране на идеите на Джон Лок влияние оказват Платон, Аристотел, Авицена, Тома Аквински, Рене Декарт и Томас Хобс. Неговите основни идеи са в областта на политическата философия и епистемологията.

### Политическа философия
В рамките на неговите социологически възгледи предлага идеята за договорния характер на човешкото общество. За първи път – идея за разделение на властите. Основно в човешкото общество е частната собственост. Отстоява свободата на словото и печата. Отъждествява държавата с обществото. Три измерения в живота: общуването; индивидуалната свобода; частната собственост. Основна цел на държавата е спазване на частната собственост. Власти – законодателна и върховна. Не изключва революцията, но основно право е правото на собственост.
Джон Лок опровергава идеята за божественото право на кралете – религиозна догма в подкрепа на абсолютната монархия. Той показва как се установява и обосновава политическото състояние, като твърди, че в първоначалното си, пред-политическо състояние, хората са установили, че е необходимо да се обединят, за да защитават естествените си права. По тази причина съществува нуждата от безпристрастен съдник и правозащитник и той трябва да има съгласието на хората, а за да получат такава защита, те трябва да се откажат от личното си право за наказание на злодеянията. Така обществото се основава на договор – ако съдникът наруши условията, народът има правото да се разбунтува и да избере друг управник.
Основна цел на държавата е със сигурността на индивидите да гарантира неприкосновеността на собствеността. Затова първа, основна и свещена е законодателната власт, която при естественото състояние принадлежи на индивида, но не е безусловна и неограничена. При естественото състояние никой не разполага с безусловна власт над своя и чуждия живот, над свободата и собствеността.
В държавата съществуват и изпълнителна, и федеративна власт. Законодателната определя как се прилага държавна сила за защита на държавните и частните интереси. Законодателните учреждения не са постоянни; опасно е едни хора да обединяват законодателната и изпълнителната власт. В уредената държава е нормално законодателната власт да се упражнява от избрано събрание (сенат). То подготвя, оповестява и приема законите. След това законодателите, както и другите поданици на държавата се подчиняват на приетите закони. Така нямат разумни основания да създават несъобразени с принципите на общото благо закони.
Необходима е и постоянно действаща (изпълнителна) власт, която следи прилагането и изпълняването на приетите закони.
В държавата се формира и функционира и трета власт. Тя е естествена, тъй като съответства на човешките права при естественото състояние: правото на война и мир, сключване на съюзни договори, т.е. за федеративната власт. Изпълнителната власт гарантира изпълнението на приетите закони, а федеративната – отношенията с другите държави. И двете се нуждаят от държавна власт и сила. Федеративната власт зависи по-малко от законите от изпълнителната и се нуждае повече от благоразумни и стабилни личности. Изводът: сред трите държавни власти законодателната власт е върховна и безусловна. Другите две (изпълнителната и федеративната) определят своя характер и от разпоредбите на законодателната власт.
Оценките на Лок често са свързвани с оценките на либерализма като цяло, а също и с оценките на Съединените щати. Клеветници посочват, че през 1671 г. той е бил главен инвеститор в Английската търговия с роби чрез Кралската африканска компания. В допълнение, той е участвал в проектирането на Фундаменталните конституции на Каролина докато е бил секретар на лорд Шафтсбъри. Установявайки феодална аристокрация, Лок упражнява абсолютна власт над робите си. Например, британския философ Мартин Коен отбелязва, че Лок, като секретар на Съвета за търговия и плантации (1673 – 1674) и член на Борда на търговията (1696 – 1700), всъщност е бил „един от само половин дузина хора, създали и наблюдавали колониите и техните порочни робски системи“. Някои виждат изявленията му относно неоградената собственост като опит да оправдае изместването на индианците от колонистите. Поради сблъсъците му с аристокрацията и робството в главните му произведения, Лок е обвиняван в лицемерие, расизъм и че го е грижа за свободата само на английските капиталисти.

### Собственост и стойност
Лок използва думата собственост в широк и в тесен смисъл на думата. В широк смисъл, тя покрива голям обхват човешки интереси и стремежи; в по-тесен смисъл, тя се отнася за материалните блага. Лок оспорва твърдението, че собствеността е естествено право и че произхожда от труда.
В 5-а глава на своя Втори трактат, Лок оспорва, че индивидуалното притежание на блага и собственост е оправдано от положения труд за производството на тези блага или от използването на собственост за производство на блага, допринасящи за човешкото общество.
В своя Втори трактат Лок излага своите вярвания, че природата сама по себе си осигурява малка стойност на обществото; той прави извода, че труда, изразходван за създаването на блага им придава стойност. Този извод служи като подкрепящо доказателство при интерпретацията на Трудовата теория на собствеността на Лок като трудова теория на стойността и че благата, произведени от природата имат малка стойност, освен ако не се комбинират с труд при тяхното производство, тъй като самия труд придава стойност на благата.
Лок вярва, че притежанието на собственост произтича от прилагането на труда. В допълнение, той вярва, че собствеността предшества правителството и то не може да „се разпорежда с имотите на хората безразборно“. По-късно, Карл Маркс критикува теорията на Лок за собствеността в своята собствена социална теория.

### Религиозни възгледи
Отношение към религията – признаване на Бога като творец на изходната точка, т.е. сътворява света и го оставя. Бог е разумно начало, което сътворява света и законите и повече не се намесва. Отхвърля догмата за първородния грях, задгробното възмездие. Религията е средство за опазване на реда, на нравите. Тя е дело на отделния индивид.
В „Разумността на християнството“, което е произведение на философията на религията, Лок се стреми да оправдае християнската вяра с разумни основания и да докаже, че тя е в хармония с разумното мислене. Христос, изпратеният от Бога спасител и законодател, е възстановил първоначалната естествена религия; неговата нравствена повеля напълно отговаря на прозрението на разума, но и на древните мъдри учения както на Изток, така и на Запад. Така откровението съдържа изказвания, които са „разумни", тоест разбираеми за естествения разум, но и изказвания, които са „свръхразумни", непостижими единствено за разума, но не и „противоречащи на разума" заради това, тъй като не противоречат на интуитивно разбираемите истини. В този смисъл Лок счита и чудесата, и откровението за възможни и доказуеми. Лок, подобно на по-късните „свободни мислители" на английското Просвещение, не само превръща християнството в естествена религия на разума, но и твърдо се придържа към вярата в откровението.
В своите „Писма за толерантността“ Лок призовава към толерантност към останалите религии и вероизповедания. Никой, нито евреин, нито мюсюлманин, нито езичник, не бива да бъде изключван от държавата заради своята религия. Толерантност не бива да има само към католиците и атеистите. Към католиците, защото със своята зависимост от Рим застрашават гражданското спокойствие и свобода; към атеистите, защото отричат Бога и откровението, а с това и основите на държавния ред изобщо.

### Епистемология
За първи път Лок поставя тезата: преди да познава нещата, човек трябва да знае познавателните си способности. Три са тук основните положения:
1. няма вродени идеи, цялото познание се ражда в опита;
2. при раждане разумът е „чиста дъска“ (tabula rasa);
3. няма нищо в интелекта, което преди това да не е било в сетивното (мисъл на Лайбниц, рационалист).

Обективната природа е истинският предмет на всяка наука, тя и той може да бъде познат само чрез опита.
Лок се позовава и на психологическото познание. Посочва, че логическите принципи за противоречието и тъждеството са неизвестни за децата, болните и изоставащите.
Вродени идеи се признават на безтелесна субстанция.
Психиката на човек е бял лист. Философията трябва да разбере как той се запълва – какъв е произходът на нашите представи. Чрез опита ние достигаме света. Лок допуска психизиране. Познанието се свежда до индивидуалните човешки способности. Подсказва, но не анализира формите на общуване.
Лок поставя основен въпрос – по какъв начин от отделните човешки усещания се образува цялостното съдържание на личността. Смята, че цялото съдържание на психиката е изменения на усещанията.
Лок предлага и прилага идеята, че единствен обект на човешкото познание е опитът. За това много коментатори на Лок приемат, че гносеологията като наука започва от Лок. Той пръв насочва проблема за границите и възможностите на човешките познавателни способности. Тези граници водят до психизиране на познанието. Уникалното при Лок е опитът да насочи вниманието към границите на човешките способности, но вън от процеса на съдържанието води психизиране. За Лок интелектът е чиста способност за познание, която няма свое съдържание. Всичко, което се намира в разума, е резултат на опита. Познанието има такива граници, каквито и опитът. Познанието се отнася до тези обекти, които опитът може да обхване. Това е продукт на развитието на природознанието, развитието на механиката и математиката. За Лок сетивността гарантира критерии за истинността на нещата (Епикур – истината е сетивната очевидност).
Основни задачи:
- да изучи произхода на тези идеи, които са в душата му;
- да изучи истинността като очевидност;
- да изучи размерите на всяко познание.

#### Умът
Въпрос – как идеите отиват в ума? Този въпрос необходимо предпоставя, че за Лок, в опита не ни е дадена самата действителност, а само идеите, които тя поражда. Трудно се отговаря на въпроса какво гарантира истинността на идеите. Лок допуска едно философско откровение: „Познанието е само възприемане на връзката, приемането или неприемането на идеите“.
Източник на идеите в разума:
- чрез усещане;
- чрез рефлексия – вътрешно възприемане дейността на нашия ум, вътрешен диалог на вече придобитите идеи.

От тук следва, че опитът е външен и вътрешен. Вътрешният е чрез рефлексията – наблюдение на собствените преживявания, няма контакт с действителността, „такива са мисленето, желанието.. и цялата многообразна дейност на нашия ум“.
Първичен е външният опит – душата (т.е. субектът) може да възприема себе си само чрез материал от външната среда. Вътрешният опит предполага душевната дейност като чисто вътрешен акт, подлежащ на схващане, независимо от съдържанието и обекта. Лок прави опит да покаже, че не съществува качествена разлика между външния и вътрешния опит. Няма нищо външно, човек разполага само със знаците на обектите. Така Лок изпада в логическа непоследователност.

#### Идеите
Единствени обекти на познанието са нашите собствени идеи. Те са представителни представи. За Лок всички идеи имат основанието си в опита. Лок предлага 19 възражения срещу вродените идеи. За Лок самият факт на притежание на познавателна способност от човека говори против вродеността на знанието. Споделеното съгласие не е довод за наличие на вродени идеи, защото то не е абсолютно.
Извод – не може да има вродени съждения, защото няма вродено познание. Простите усещания градят знанията. Прости идеи + сложни идеи = сложни съждения. Грешките се получават при съчетание на простите идеи.
Как се образува психичния живот на човек на основата на усещанията?
1. Прости идеи = рефлексия + усещане. Те са пасивни.
2. Сложни идеи – изискват активност на ума, съчетание на различни прости идеи.

Приема, че редица прости идеи съответстват на качествата на породилите ги идеи – всичко, което може да бъде изразено чрез математиката и логиката (противоположност, форма). Достига по умозрителен път до първичните качества на нещата. Постулира пълното съответствие за първичните качества и основното проявление на протяжност.

#### Възприятието
Вторичните качества отразяват начините, формите на реакция на човешкото тяло, когато върху него въздействат външни лица. Аналогия с Т. Хобс. Лок уточнява, че вторичните качества не са плод само на човешката фантазия, те са по своя източник обективни. Те приличат на предметите така, както движението на своята причина. Допуска, че първичните качества предизвикват идеи за вторичните качества, при сблъсъка със сетивните идеи. Но как те се разграничават? (обективни – субективни) Бъркли – всички сетивни качества са субективни. Всичко е въпрос на комбинация от усещания.
Тръгвайки от емпиризма Лок достига до идеята, че човек има усещания за отделните неща, но няма усещания за общото, за връзката, следователно всяко общо измерение е човешка субективност, човек вменява на нещата обща субективност. Човек не може да достигне до субстанцията като всеобщност, но тя трябва да се допусне, защото не може да се обясни обединението на качествата на нещата: „...качествата не могат да съществуват без подпорка, която ги поддържа. Тази подпорка ще наречем субстанция.“

## Наследство
Въпреки че Лок поддържа тесни контакти с видни представители на вигите, политическата му философия не е широко известна в края на XVII и началото на XVIII век. Според историка Джон Филипс Кениън теориите на Лок се споменават „рядко през ранните етапи на Революцията, до 1692, и дори още по-малко след това, освен за да са е изсипят нападки срещу тях“ и „никой, включително повечето виги, не е готов за идеята за принципен или абстрактен договор от вида, очертаван от Лок“. Много по-популярни през този период са възгледите на Робърт Филмър и Алджърнан Сидни.
Политическата философия на Джон Лок придобива известност през XVIII век, когато оказва силно влияние върху развитието на Просвещението, превръщайки се в основа на идеологията на либерализма. Силно е влиянието на Лок върху френския философ Волтер, който го нарича „мъдрецът Лок“.
През втората половина на XVIII век „Два трактата за управлението“, особено вторият от тях, стават популярни в британските колонии в Северна Америка, където често са цитирани като аргумент срещу налаганите от метрополията данъци. Възгледите на Лок за свободата и обществения договор оказват влияние върху някои от бащите основатели на Съединените щати, като Александър Хамилтън, Джеймс Мадисън и Томас Джеферсън, и дори откъс от втория трактат е включен дословно в Декларацията за независимостта. Джеферсън неколкократно определя Френсис Бейкън, Джон Лок и Исак Нютон като трите най-велики личности в историята на човечеството, „издигнали физическите и морални науки“.
Влиянието на Джон Лок е не по-малко дълбоко в областта на епистемологията. Той предефинира субективността или азът и историци на философията, като Чарлз Тейлър и Джерълд Сейджъл твърдят, че неговият „Опит върху човешкия разум“ отбелязва началото на съвременната западна концепция за аза.

## Произведения
- „Два трактата за управлението на държавата“, 1689
- „Писмо за толерантността“, 1689
- „Опит върху човешкия разум“, 1690
- „Мисли за възпитанието“, 1693
- „Разумността на християнството“, 1695
- „Елементи на природата“, 1720